# Saint-Just-en-Chaussée
Saint-Just-en-Chaussée és un municipi francès, situat al departament de l'Oise i a la regió dels Alts de França. L'any 1999 tenia 5.498 habitants.
Saint-Just-en-Chaussée és la comuna més important de Santerre-Oise. És 80 quilòmetres al nord de París i 28 km a l'est de Beauvais. Als afores de la població hi ha la zona industrial més important de la regió.

## Administració
És la capital del cantó de Saint-Just-en-Chaussée, que al seu torn forma part de l'arrondissement de Clermont. L'alcalde de la ciutat és Frans Desmedt (2001-2008).

## Història

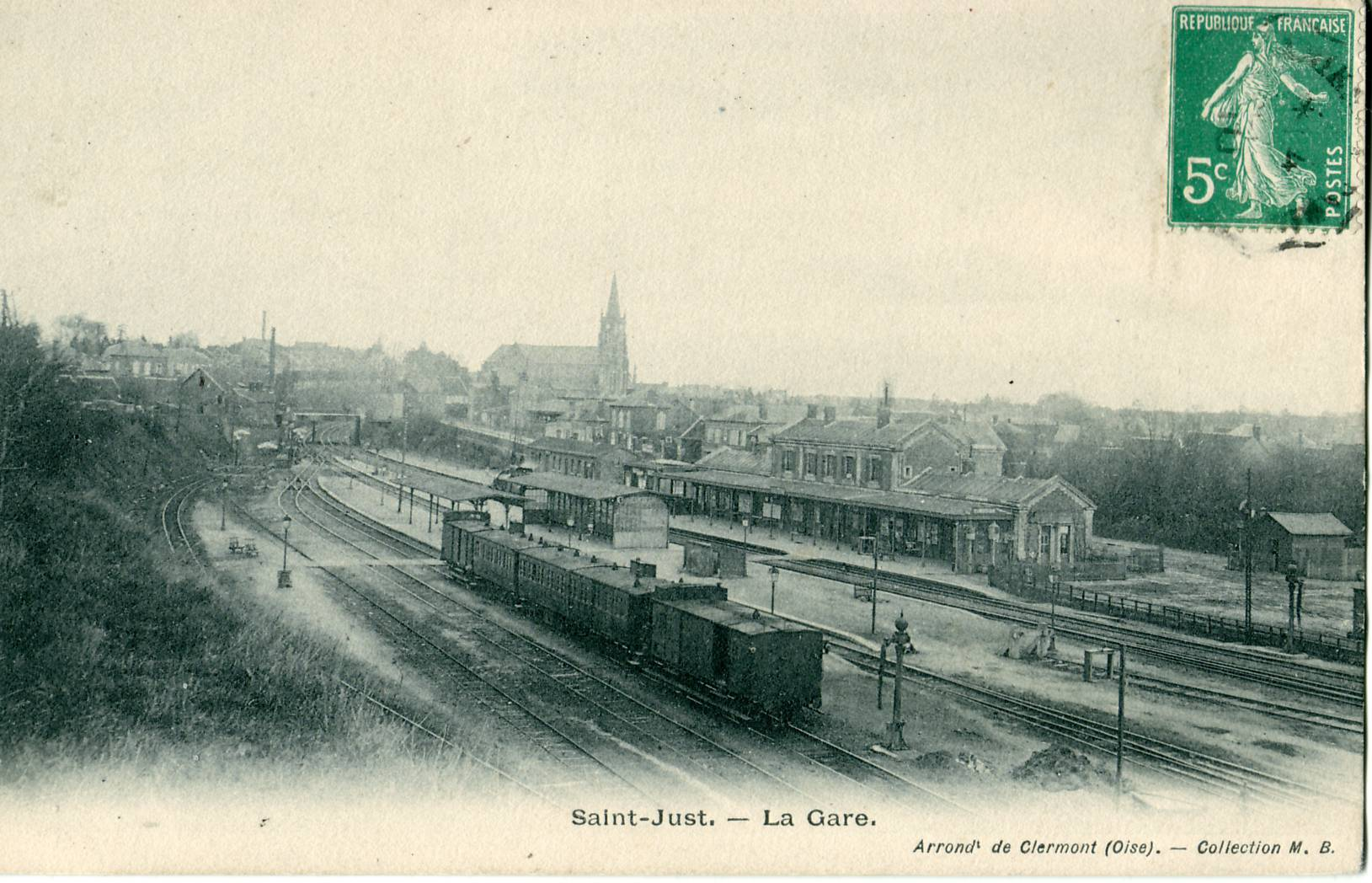
L'exterior de l'estació a principis del

El 1793, l'antiga comuna de Rue Prévost fou absorbida per Saint-Just-en-Chaussée.

## Llocs d'interès
- Les piles baptismals del segle xi, que es conserven a l'església neogòtica del segle xix, provenen de la primera església de Saint-Just, cremada el 1636 pels espanyols.
- La Fontain Syrique, que data del 298, està dedicada al màrtir Sant Just, decapitat en aquell indret; es troba a la rue de Montdidier.